# Serranía de Cuenca
Serranía de Cuenca je pohoří na jihovýchodě Iberského poloostrova, ve Španělsku. Nachází se v regionech Kastilie – La Mancha a Aragón. Nejvyšší bod má nadmořskou výšku 1839 m. Oblast je známá velmi dobře zachovanými hustými borovými lesy. Hlavní horninou je vápenec.